# Aron Borelius

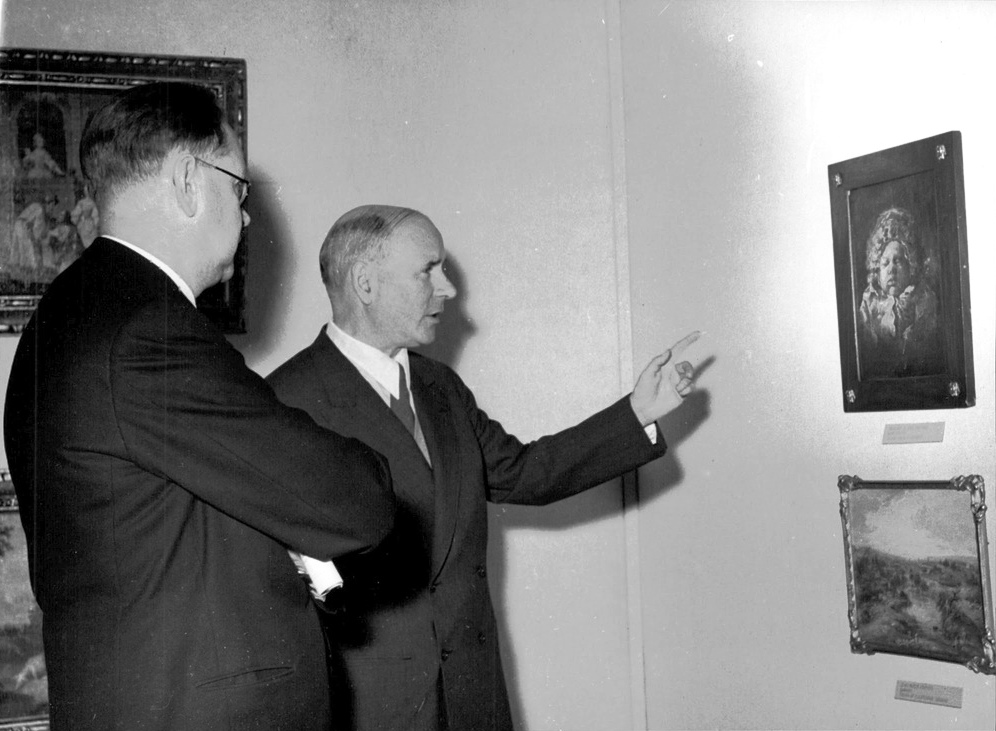
Aron Borelius visar konst för Tage Erlander.

Aron Johan Teodor Borelius, född 9 juni 1898 i Falun, död 21 november 1984 i Viken, var chef för Norrköpings konstmuseum och professor i konsthistoria med konstteori vid Lunds universitet.
Borelius blev filosofie doktor i Lund 1927 och var från samma år docent i konsthistoria vid samma universitet. Åren 1945–1958 var han chef för Norrköpings konstmuseum. Åren 1958–1964 var han professor i samma ämne vid Lunds universitet. Han inriktade sin forskning på romanskt kyrkomåleri i Sverige och Velázquez konst.
Borelius var ordförande i Lunds studentkår 1923. Han var stormästare i Sällskapet CC 1963–1974.
Borelius var kritisk mot nazismens framväxt i Europa under 30-talet och åkte runt i Skåne för att hålla föredrag om nazisternas diktatursträvande
Borelius var son till kontraktsprosten i Ramnäs Carl Aron Borelius (1847–1928) och Gertrud Frank (1856–1942). Han fick i första giftet, med Astrid Hilma Tornberg (1900–1968), bland annat sonen Sven Borelius. Borelius gifte om sig 1935 med Elsa Themner (1892–1956) och 1948 med Birgit Pehrsson (1920–2009).